# Irak i olympiska sommarspelen 1992
Irak deltog i de olympiska sommarspelen 1992 med en trupp, men ingen av landets deltagare erövrade någon medalj.